# 椰
椰，又名椰瓢或可可椰子，是棕櫚科椰屬的唯一物種。椰子是椰子樹的果實，常見於熱帶地區。椰子樹普及的原因之一在於其果實可以在海中隨風浪漂流上千公里後在離母樹非常遠的地方落地生根。一般商業售賣的椰子在收割時仍是綠色的未成熟果實，略呈三角形狀，大小接近足球。在泰國南部人們會利用訓練過的獼猴來採摘椰子。
一般在原產地以外出售的“椰子”實際上是椰子棕色的核，也叫作「椰仁」，是椰子的種子。在核外面實際上還有相當厚的纖維質和堅硬的綠色果皮殼層。為了節省運輸消耗，核外的部分一般在運送前就已去除。核内含有約一升味道清甜且幾近透明的椰汁和乳白色的果肉。

## 特徵
椰樹是一種常綠喬木，樹身可高達30米；羽狀複葉長4－6公尺，每葉有180－250片小葉，小葉線形革質，長60－90公分；葉子集中在樹幹頂端，單幹無分支，枯葉會從樹幹徹底脫落；單性花，雌雄同株；圓或橢圓形的核果，頂端三棱得，直徑20－30公分，成熟時為褐色。

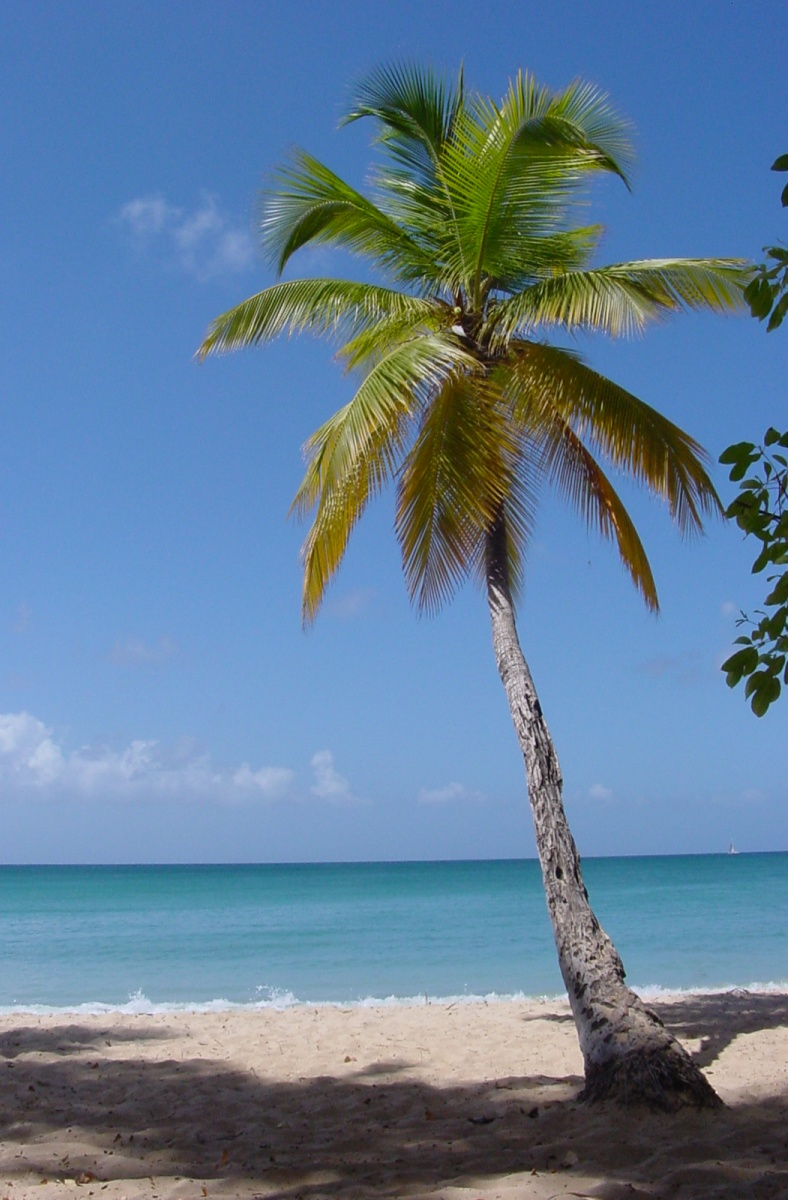
馬提尼克的椰樹。
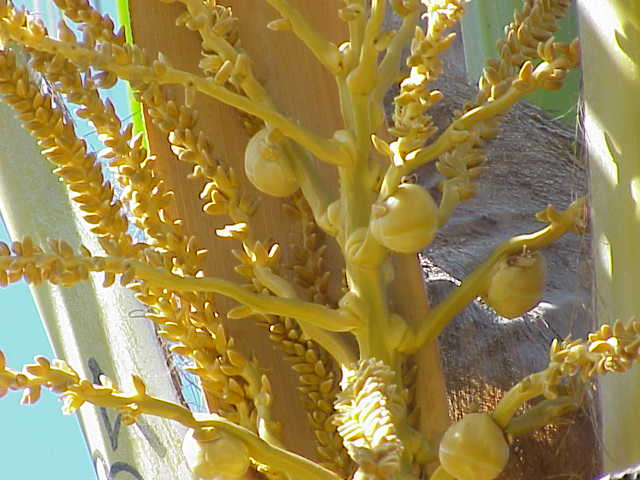
花序
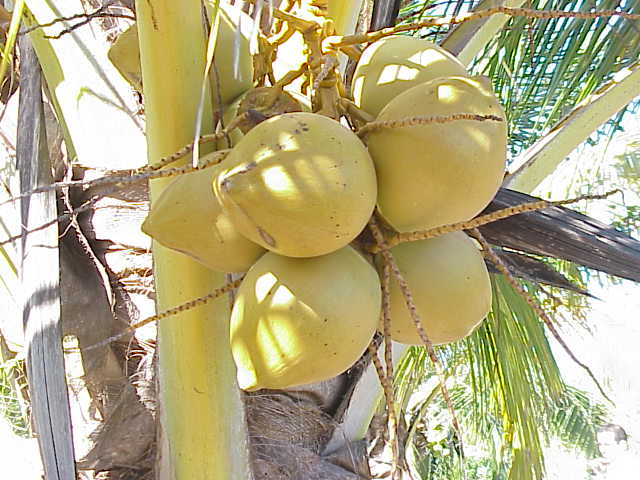
椰子
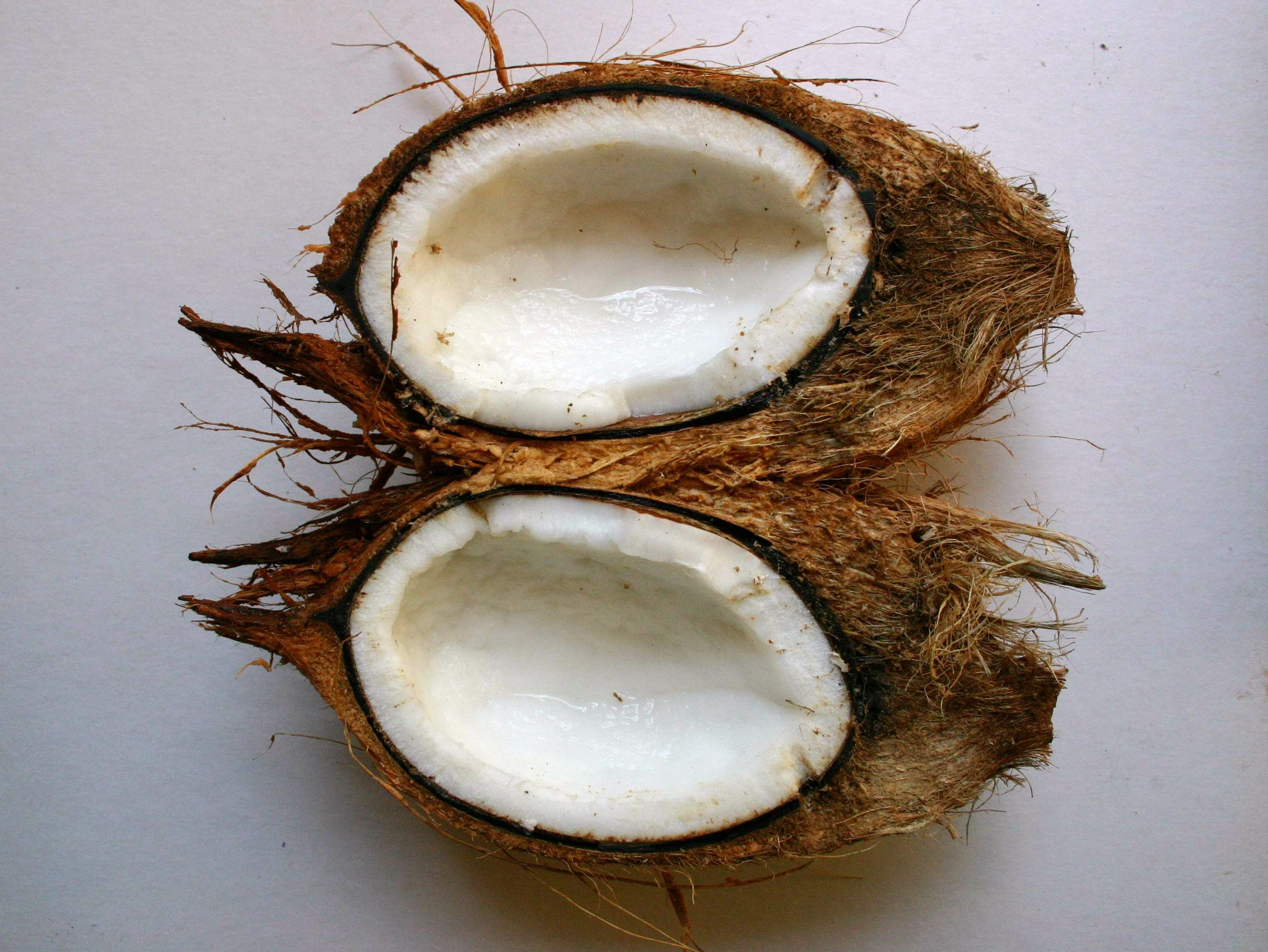
成熟椰子內部
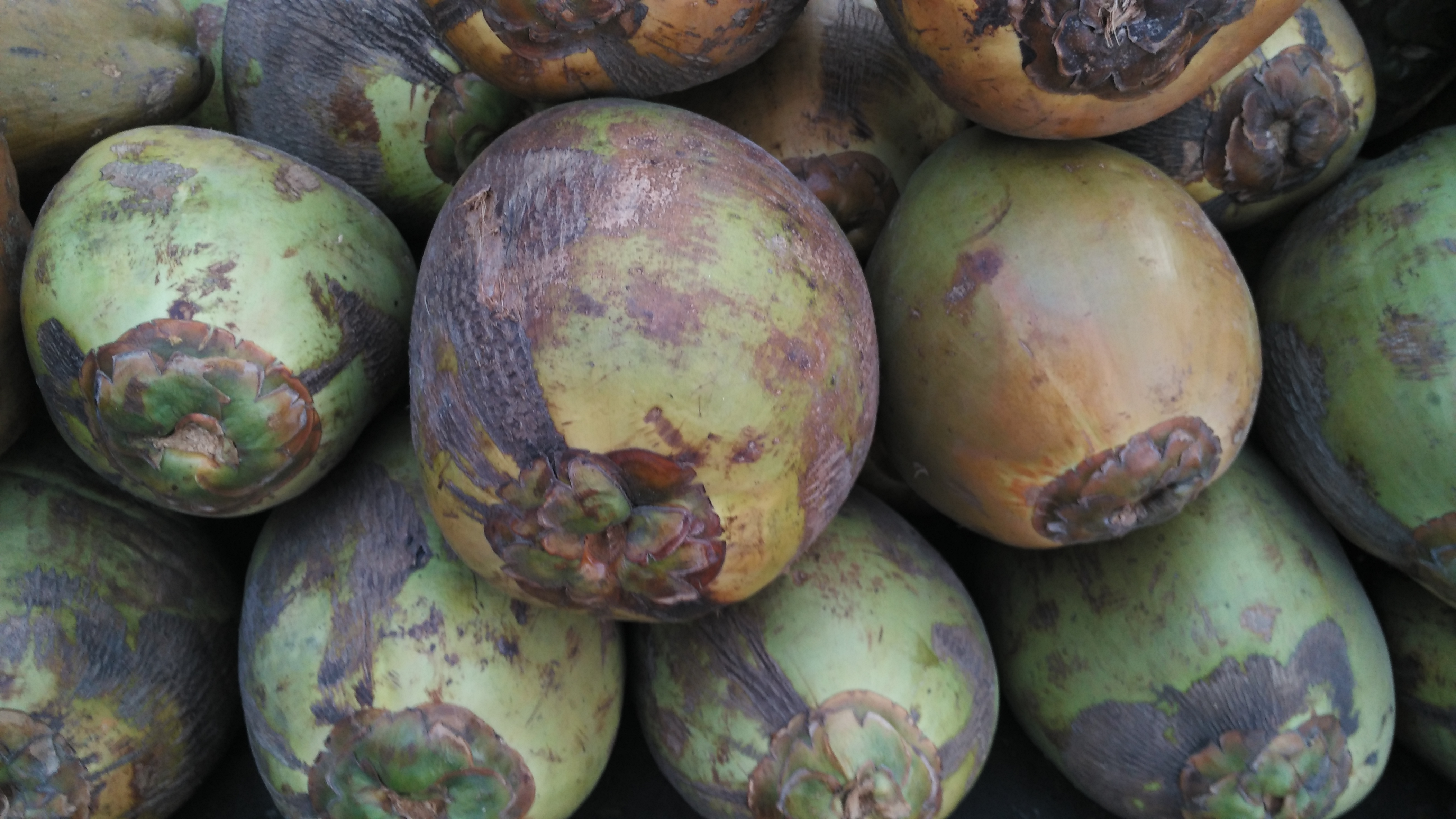

## 用途

### 食用
在椰子產地，未熟椰子（嫩椰）的椰子水是重要的飲料，椰子水可以直接喝，也可發酵為椰子酒飲用。由於摘下後的椰子的水會漸漸減少，可以通過椰子水的多少來判斷它已存放多久，椰子存放得越久其水就越少。
椰子水是清甜爽口的消暑聖品，亦可以發酵以製造椰果，嫩椰的果肉似果凍，可生食，但越老的椰肉越硬。成熟椰子的椰肉高度纖維化，一般刨取出來晒乾後可製成椰絲，也可用来榨取椰漿（即椰奶）或提煉椰子油，椰絲、椰漿都可以在烹調中使用。
椰奶是將成熟椰子（老椰）的椰肉放在熱水中搗爛后通過一塊紗布絞出後得到的，它是一種黏稠、芳香及奶狀的液體，剩下的含纖維的渣一般被用作飼料。在椰子產地的人使用小工業來製作椰奶，加熱消毒後的椰奶被出口。在烹飪，湯、汁和雞尾酒使用椰奶。

### 椰子油
椰子油能保護皮膚免受陽光的傷害，因此被用在化妆品中，在香皂、洗髮精中更有清潔的功效。
1999年美國營養學家Bruce Fife出版的《The Coconut Oil Miracle》一書指出，東南亞地區居民之所以很少患有心臟病，是因為椰子油所含的月桂酸雖然屬於飽和脂肪酸，但其化學結構與有害血管的動物性飽和脂肪酸並不相同，前者屬於中鏈脂肪酸（medium-chain fatty acids），後者屬於長鏈脂肪酸。
過去的研究認為椰子油會大幅增加心血管疾病風險，但目前認為此數據是因為採用部分氫化椰子油來做實驗（產生反式脂肪）。
但是在另一方面，椰子油仍含有高量长链飽和脂肪酸。
有意見認為非氫化的（non-hydrogenated）純椰子油相比氫化油含較少反式脂肪，因此較有益健康。
由于椰子油对心脏和血管会造成危害，目前世界卫生组织、美国国家医学研究院、美国心脏协会等，都把椰子油列入应该避免食用的饱和脂肪之列。

### 醫藥用途
椰子汁的成分与人的体液类似，而且在椰子未打开前几乎是无菌的，因此在紧急情况下，假如病人失血过多而没有血清的情况下可以将椰子汁如同无菌的盐水一样直接注入病人的静脉，此方法在電影《我是誰》劇中便有使用，但風險仍然比注射生理食鹽水大。腹泻病人喝椰子汁也有好处，因为人体很容易吸收椰子汁。

### 原材料
包围椰子核的坚韧的、硬的纤维可用来织席、地毯，填在垫子中和用作隔热材料。椰子壳可以用作杯子，也可製作樂器椰胡，此外亦是非常好的燃料，椰子壳制的炭是很好的木炭。椰子壳烧制的木炭是制造活性炭的原料，在所有果壳活性炭里，椰壳活性炭的品质最好。

### 打开椰子核
用榔头和一根没有锈的钉子在核上打开两到三个孔。让汁流出到一个容器内或直接用吸管吸出。
开硬核最好的方法是将它放在200度的烤炉中放15到20分钟，核自然打开。用锤轻敲后核分为两半。

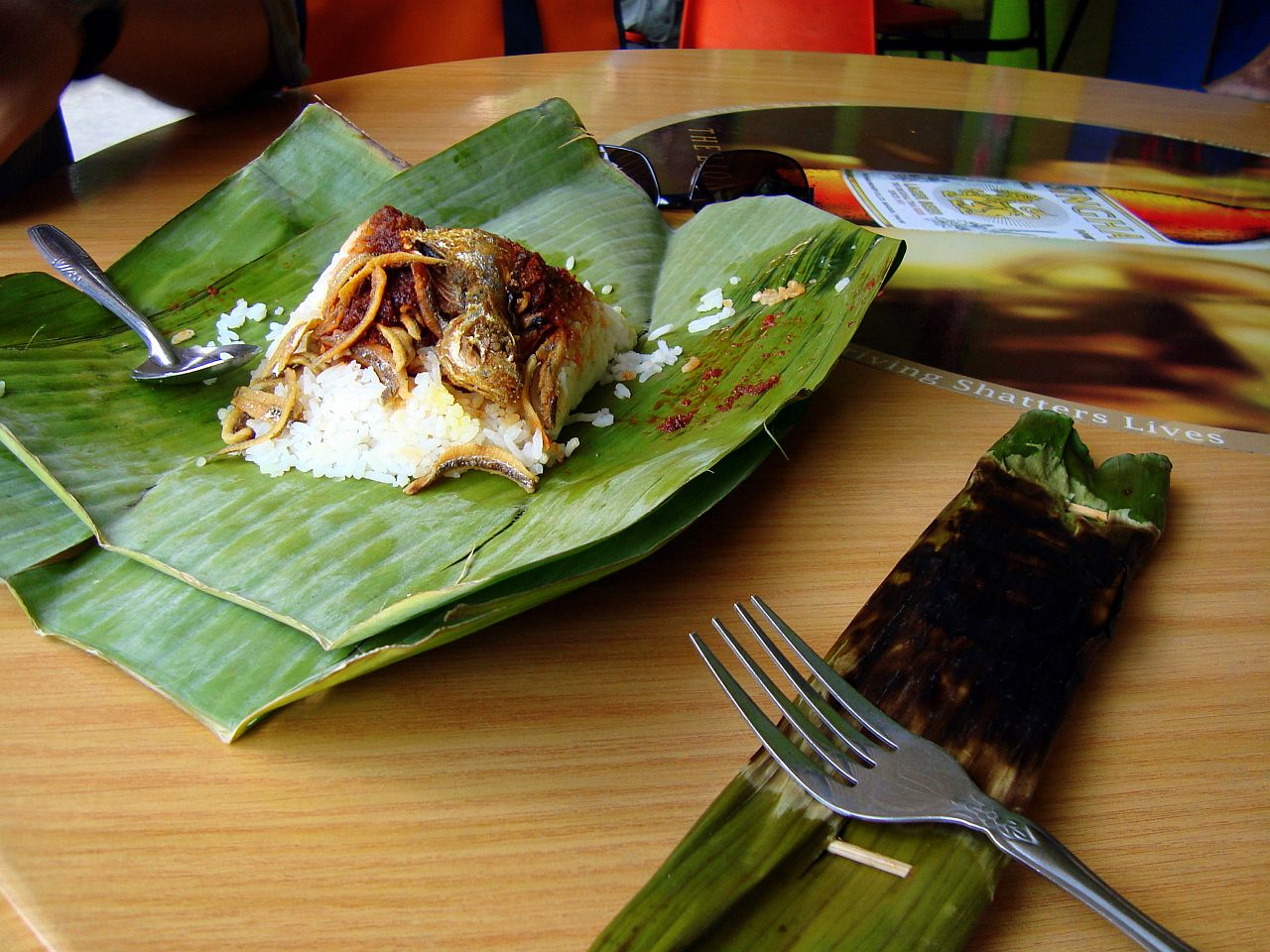
椰浆饭

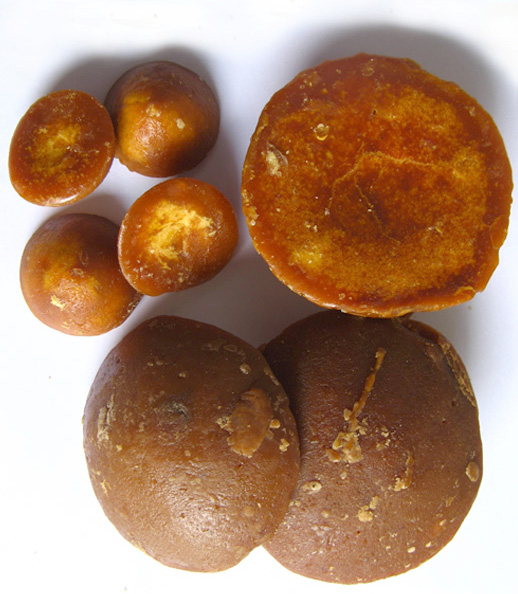
椰子糖

或者用刀的柄沿椰核的两半的缝重击数次。

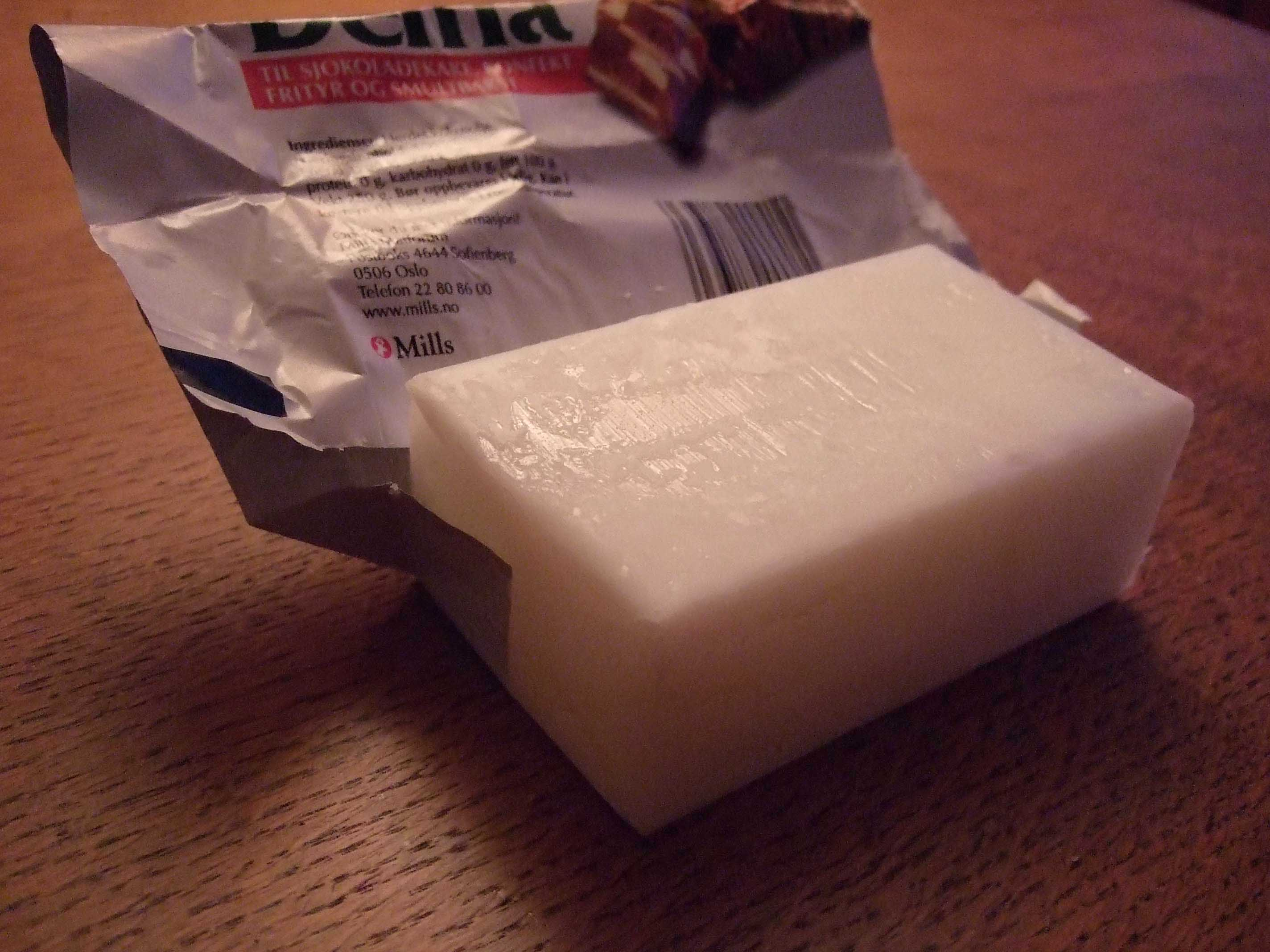
椰油
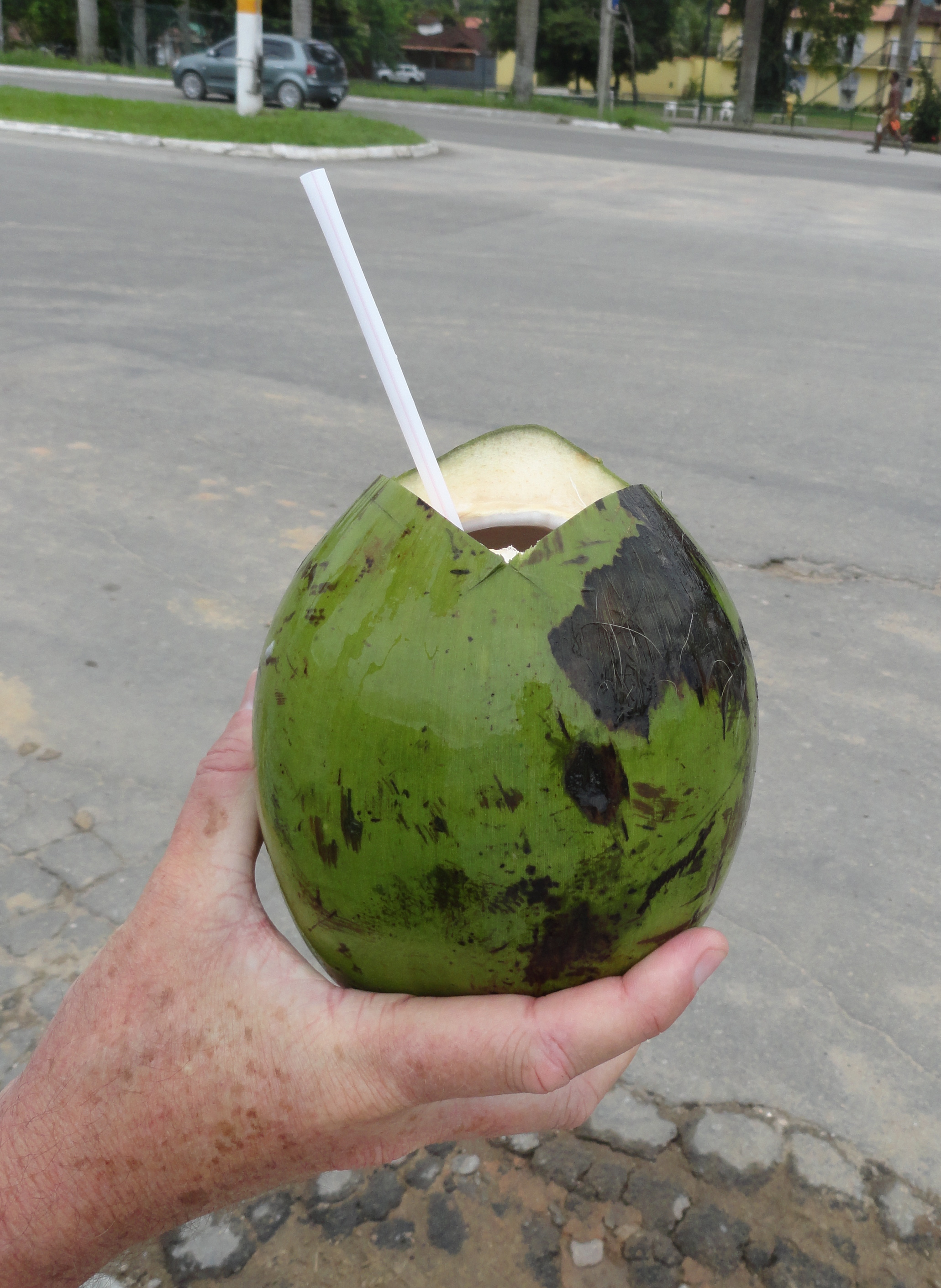
椰汁
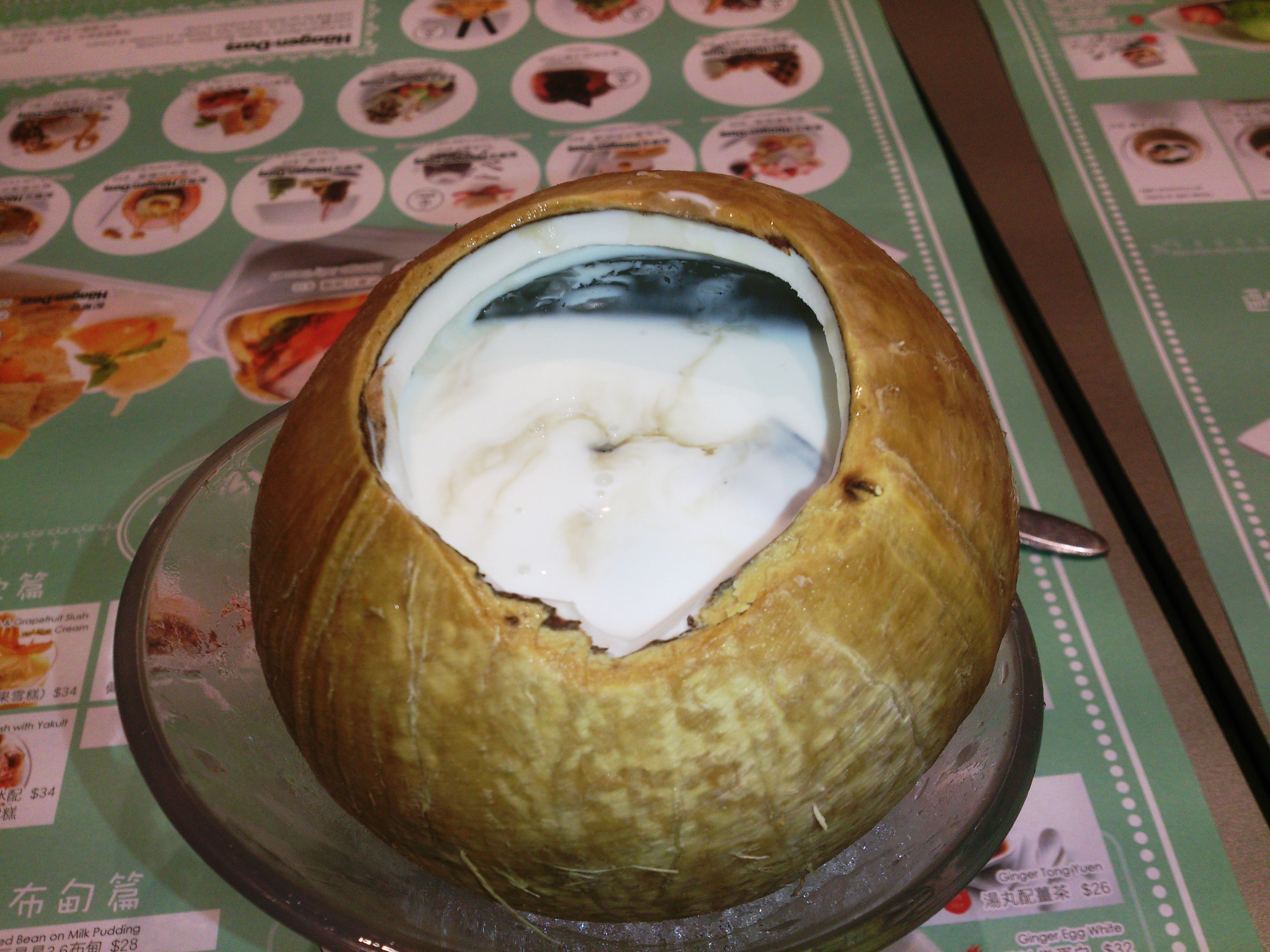
椰皇甜品

## 其它
有报導，每年被掉下来的椰子砸死的人数（约150人）远高于因鲨鱼攻击死亡的人数（约10人），但这一统计数字的可靠性有待证实。
世界上最大的寄居蟹是椰子蟹，它也喜欢吃椰子。大的椰子蟹能够用它们的螯夹开椰子。
由于馬蹄的声音相当轻，因此电影中马蹄的声音一般是后来配进去的，往往通过敲击椰子壳。在蒙提·派森的电影《蒙提·派森和圣杯》中艺术家以此搞笑，骑士都不骑马而是做骑马的样子，而他们的持盾侍者則跟在他们后面敲椰子壳。

## 延伸阅读
[在维基数据编辑]
 《欽定古今圖書集成·博物彙編·草木典·椰部》，出自陈梦雷《古今圖書集成》
 《植物名實圖考·椰子》，出自吳其濬《植物名實圖考》